# 沃尔特·马丁内斯
沃尔特·朱利安·马丁内斯·拉莫斯（西班牙語：Walter Julián Martínez Ramos，1982年3月28日—2019年8月11日），洪都拉斯职业足球运动员、洪都拉斯國家足球隊成員之一，在中国足球界因为索尔·马丁内斯（或同样曾效力于国安的埃米尔·马丁内斯）的关系也被称作“小马丁内斯”。
马丁内斯在2007-2008年效力于中国球队北京国安，2010年马丁内斯入选了洪都拉斯队参加南非世界杯的23人名单，在同年7月马丁内斯再次与北京国安签约，双方签订为期一年半的合同。
2012年，在和北京国安的合同结束后，马丁内斯加盟中国足球甲级联赛升班马重庆队，2018年加盟城市足球超级联赛球队京城联队。
2019年8月11日在纽约因突发性心脏病逝世，得年37岁。当月12日后的数天内，北京球迷在工人体育场自发组织悼念活动。